# M/S Emelie av Hammarby Sjöstad
Ej att förväxla med M/S Emelie II av Hammarby Sjöstad
M/S Emelie av Hammarby Sjöstad är ett passagerarfartyg, som används av Ressel Rederi i lokaltrafik i Stockholm. Färjan byggdes 1931 av varvet H. C. Christensens Staalskibsværft i Marstal, Danmark och hette från början Vemmenæs. Fartyget fick sitt nuvarande namn efter karaktären Emelie i  Per Anders Fogelströms romanserie Stad den 1 december 2000 och har tidigare haft namnen Femøsund (1936), Gullmarsfärjan II (1967), Ängsholmen (1991) och Tivoliexpressen (1998). Hon genomgick 2010 en större ombyggnad, då bland annat en ny styrhytt byggdes.
Färjan seglar (2017) i en avgiftsbelagd trafik mellan Hammarby sjöstad, via Saltsjökvarn och Djurgården, och Nybroplan i centrala Stockholm. Medan Tvärbanan renoverades under delar av 2017 lät Ressel genom ett avtal med SL passagerare med periodbiljett resa med båten kostnadsfritt.

## Bildgalleri

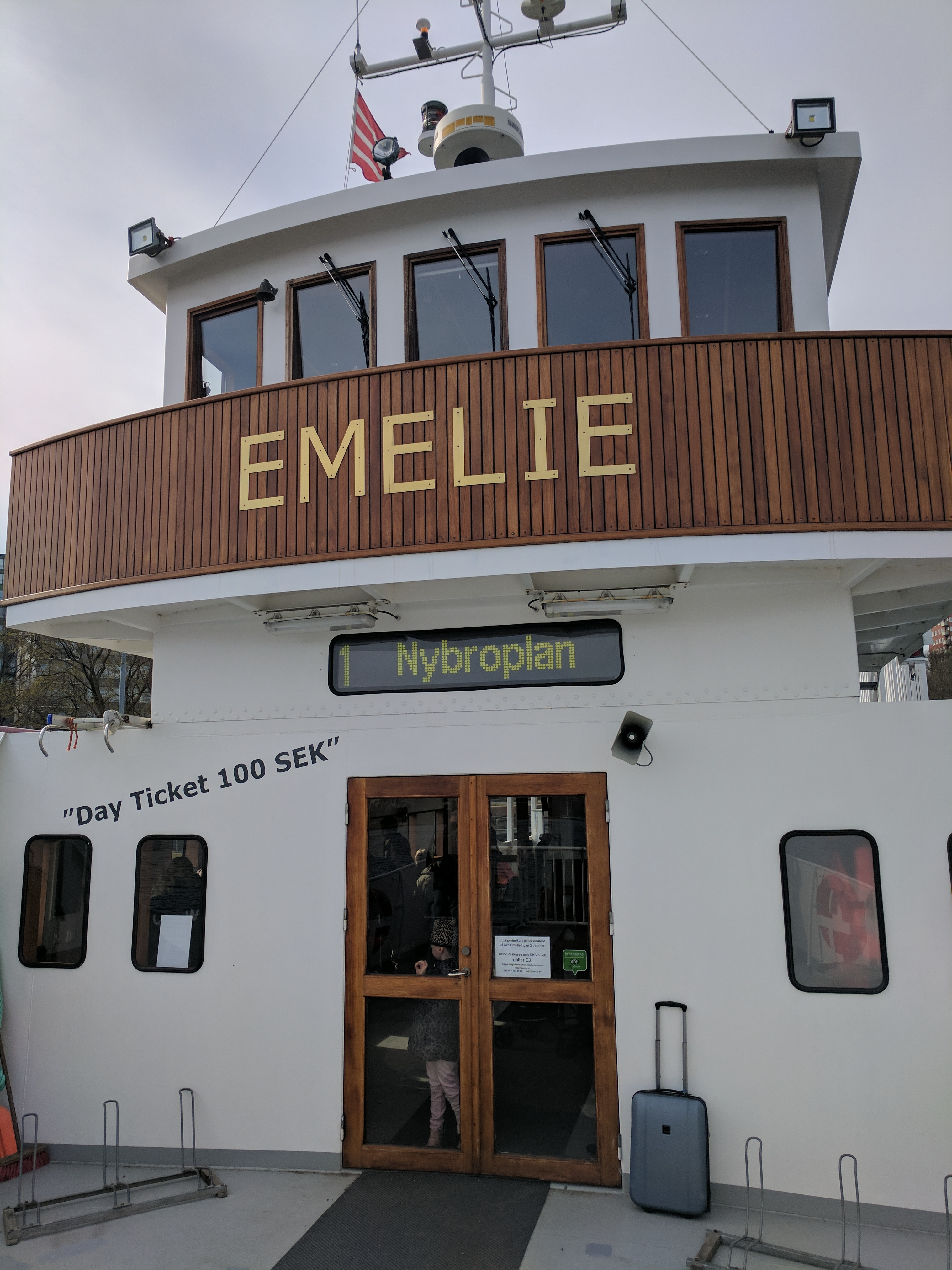
Fören
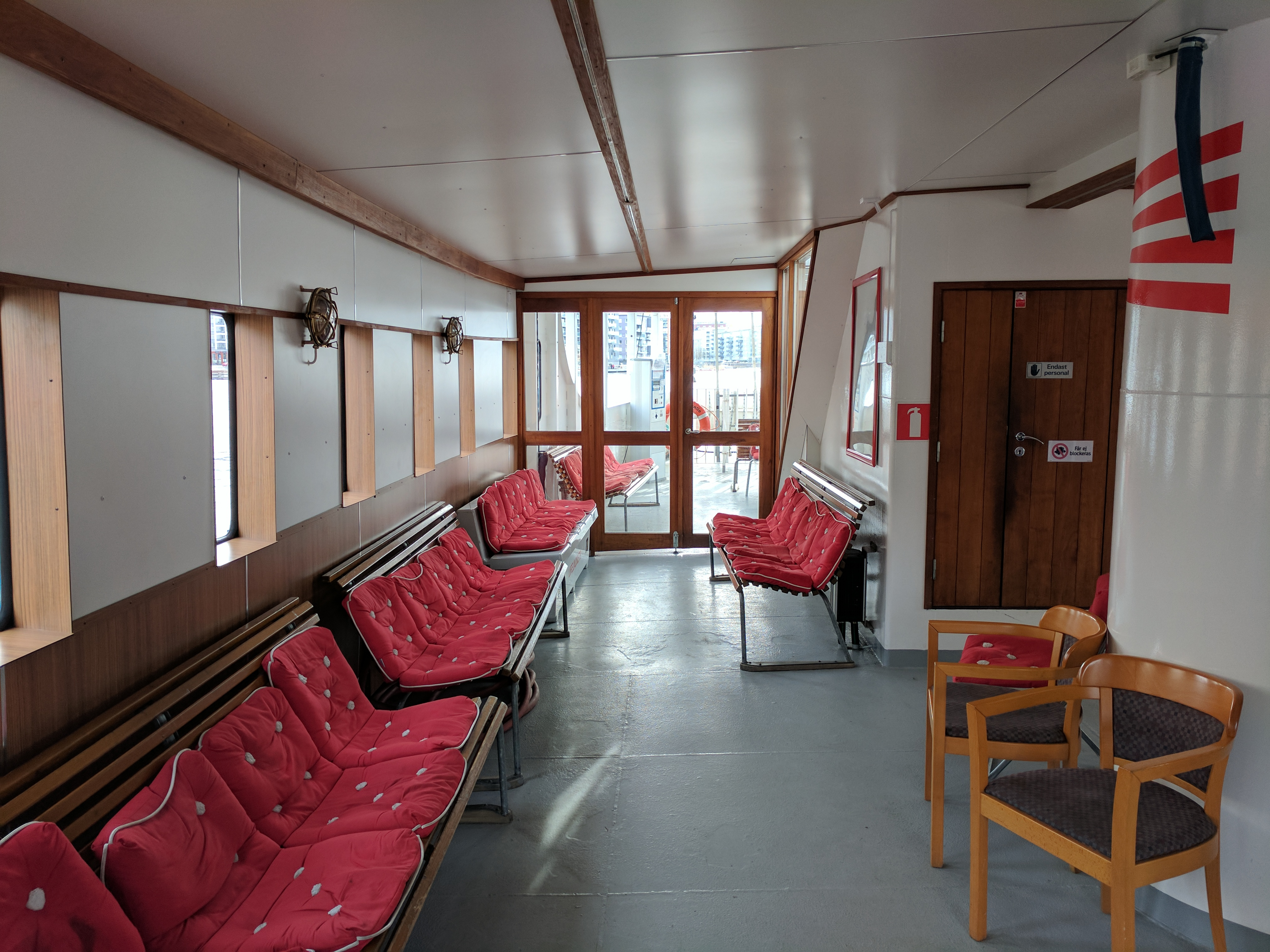
Insidan
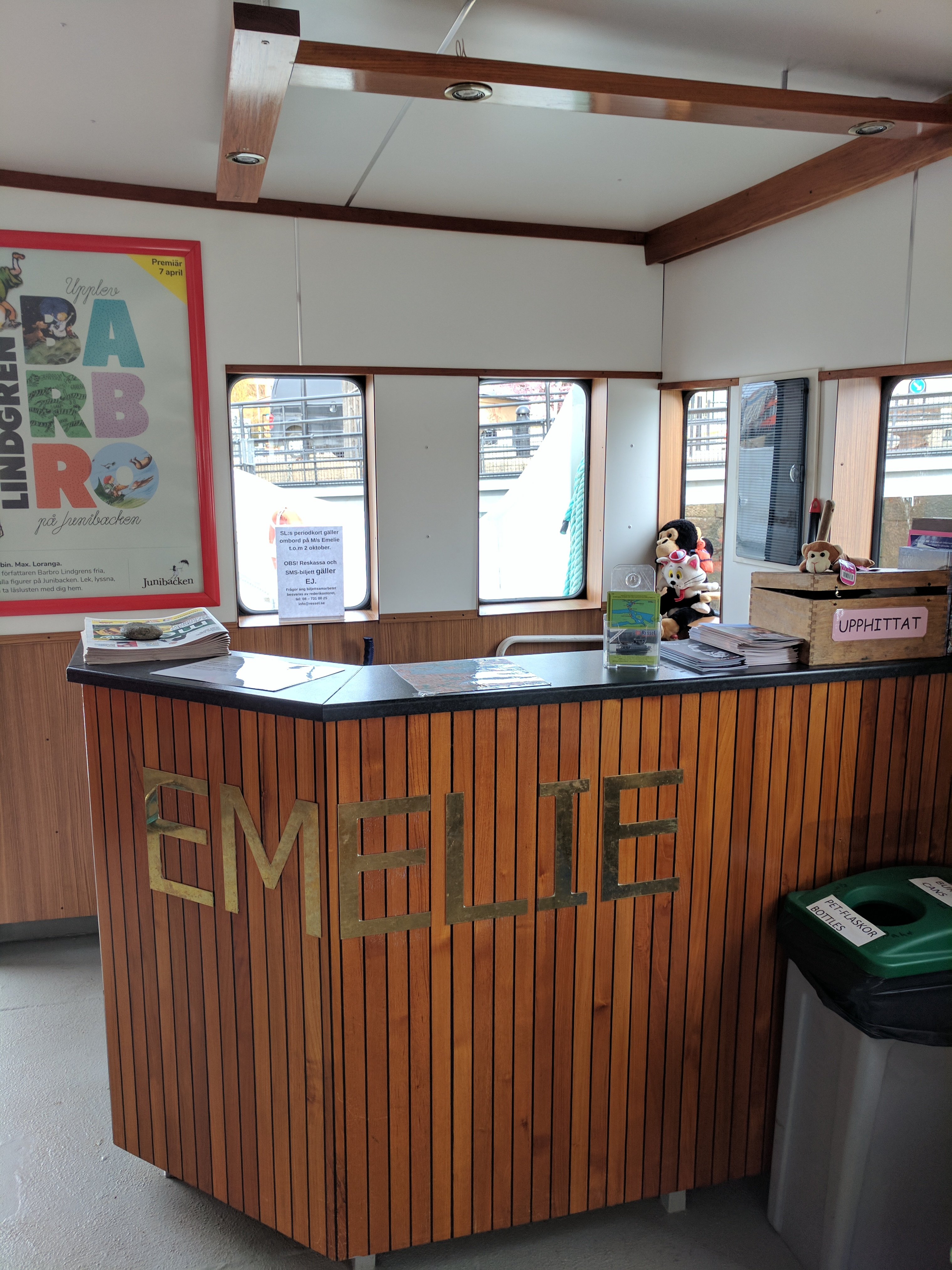
Informationsdisk
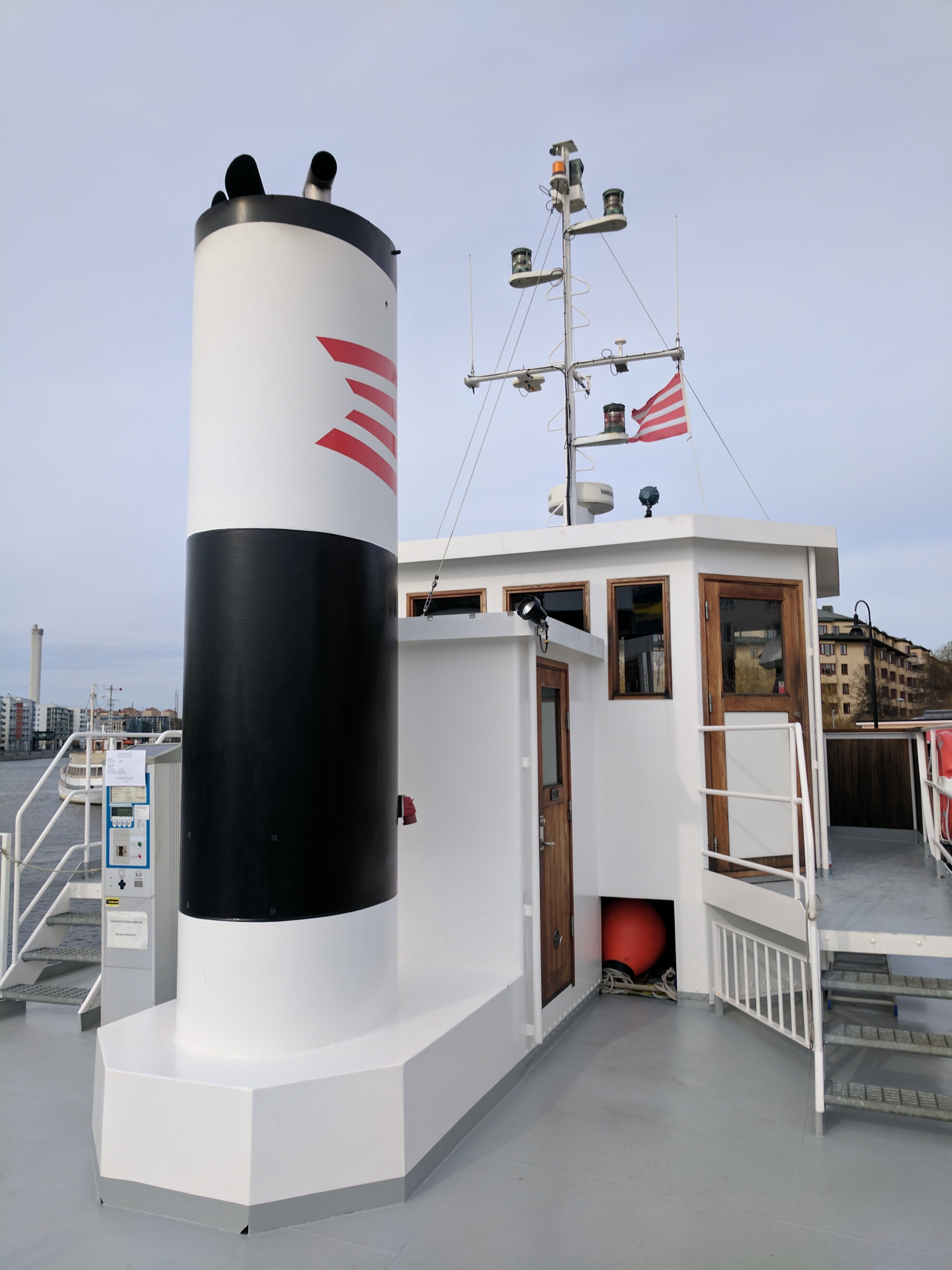
Utedäck
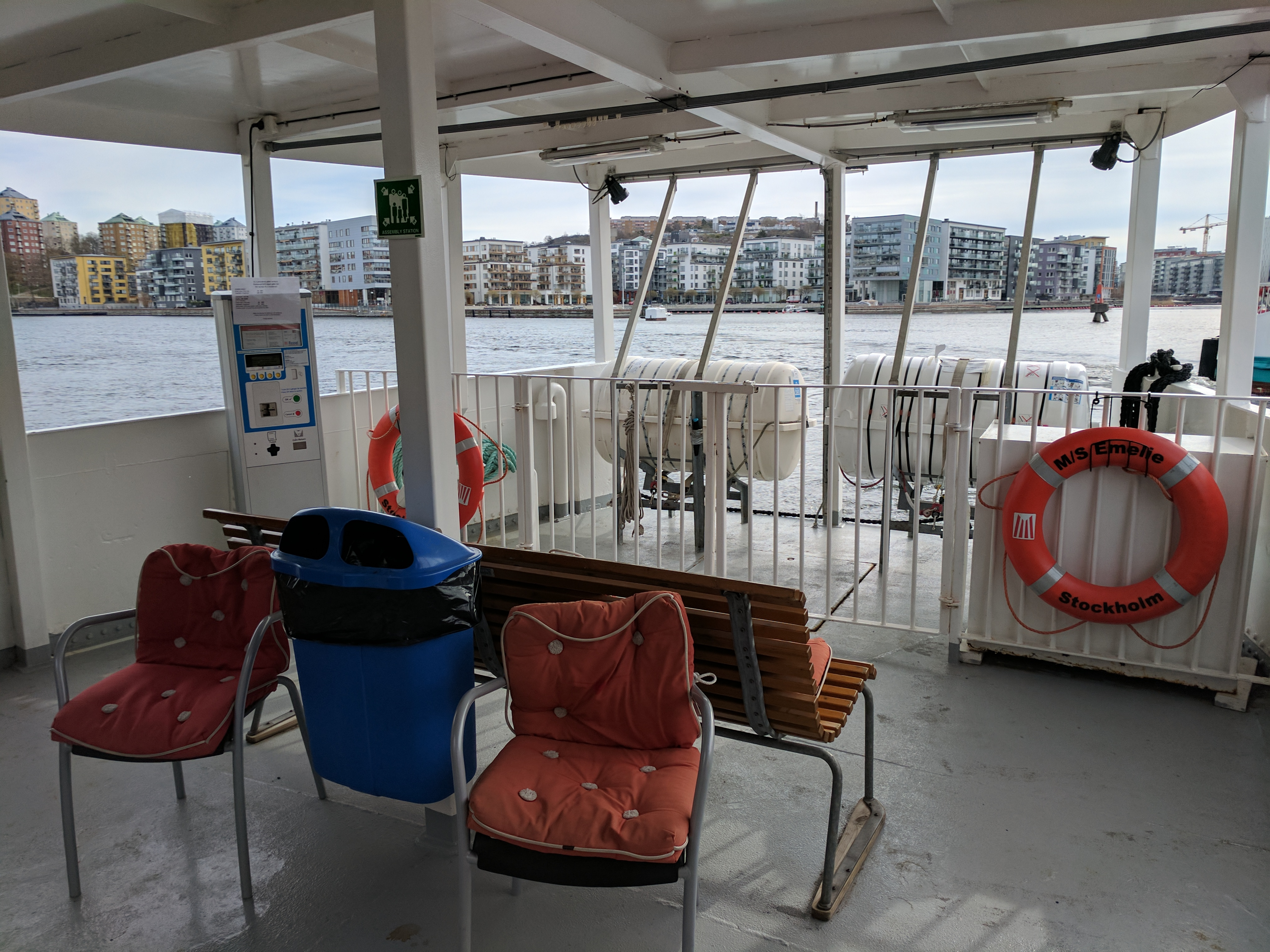
Aktern